# Processione (teologia)

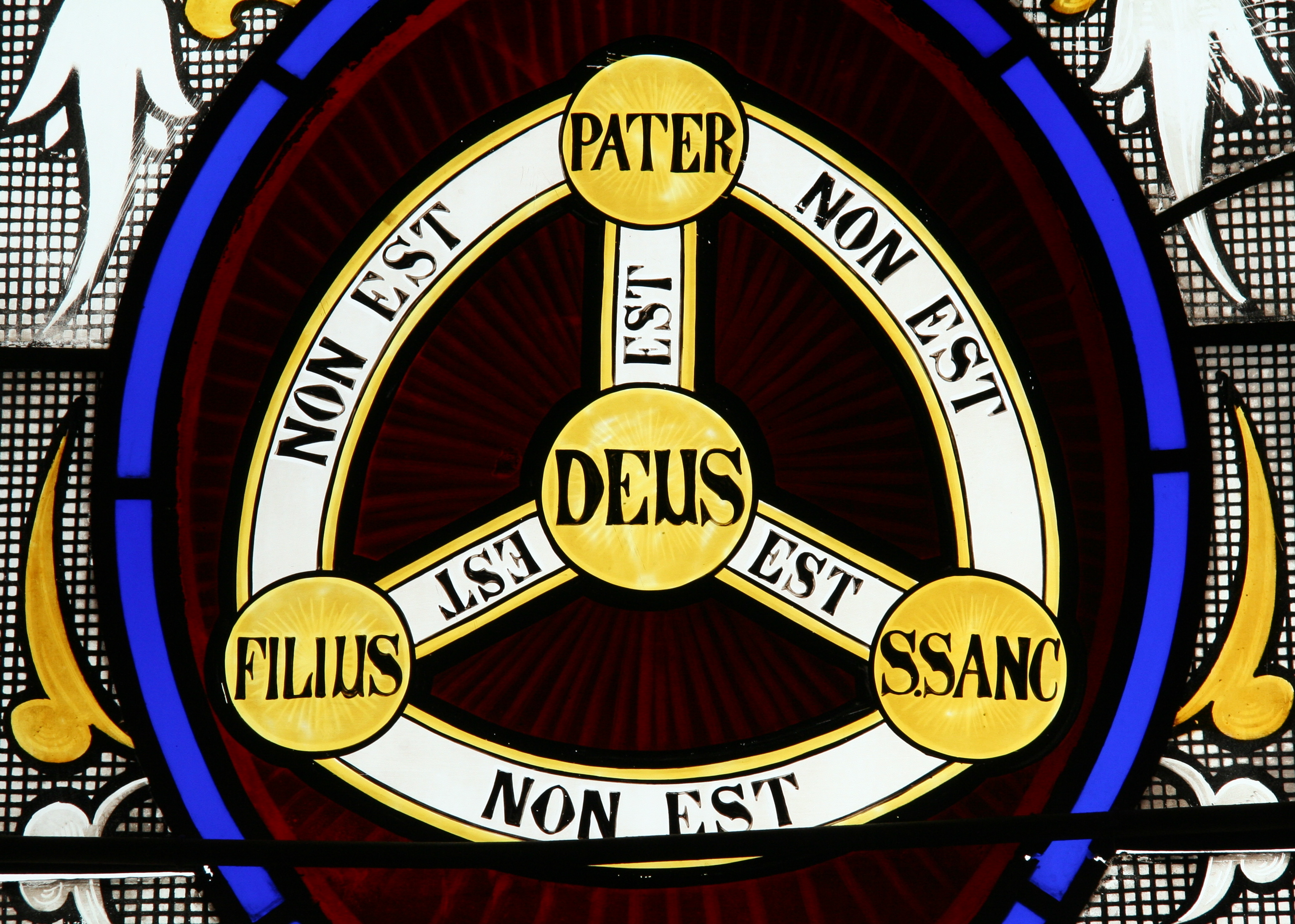
Lo Scutum Fidei o «Scudo della Trinità», che illustra in latino le relazioni intercorrenti fra le tre Persone della Trinità, Pater, Filius e Spiritus Sanctus che coesistono in Dio, su una vetrata della chiesa di Grace Episcopal a Decorah, nello Iowa (Stati Uniti).

La processione è un concetto prettamente teologico, presente nella dottrina cristiana, oltre che in filosofia. 
Essa designa l'attività con cui, nell'unica Sostanza di Dio, vengono generate le tre Persone, o ipostasi, di cui Egli è composto. 

## Processioni trinitarie

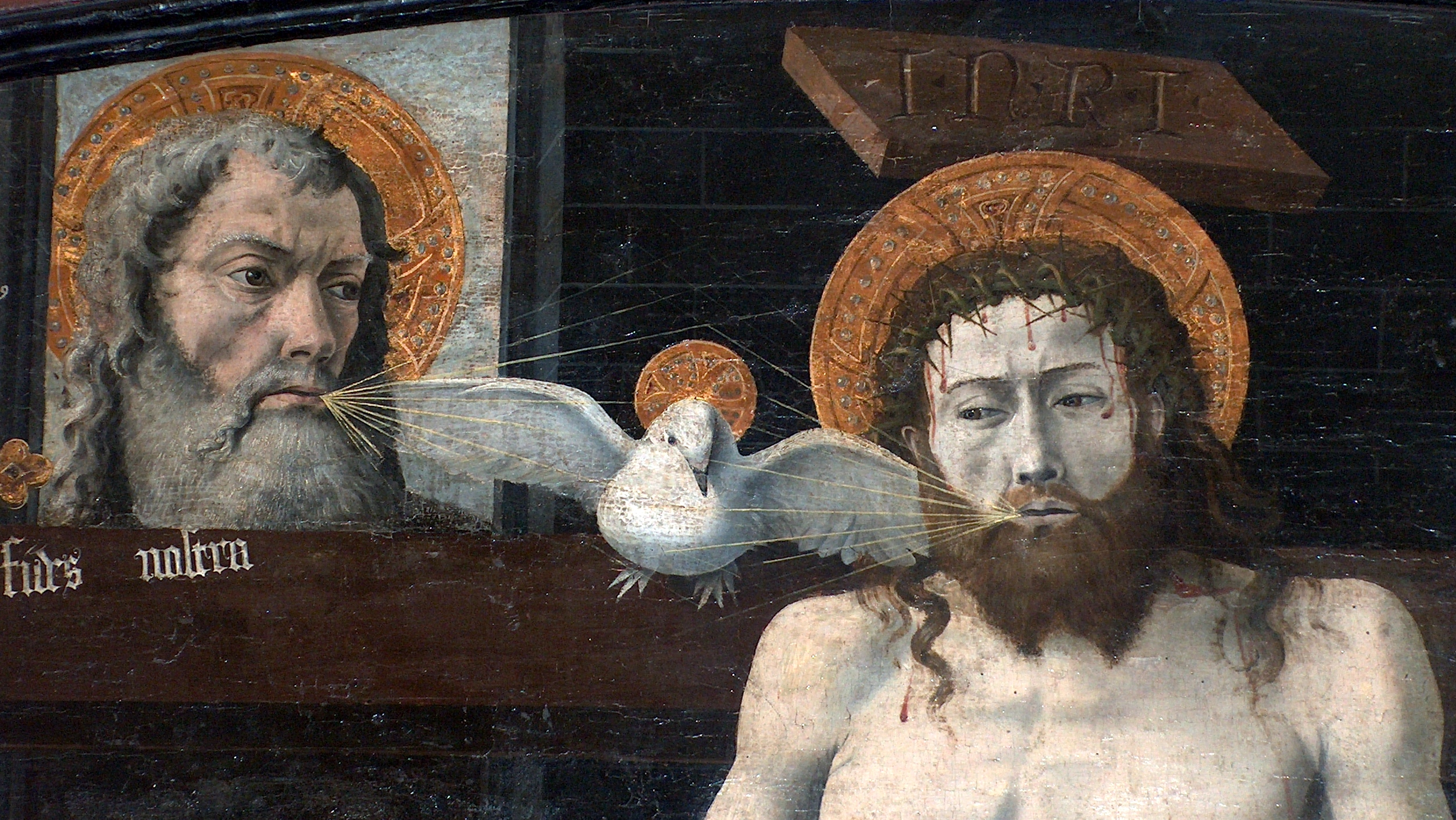
Spirazione dello Spirito Santo in una rappresentazione del 1450 a Boulbon in Provenza (Francia), ora nel Museo del Louvre.

Dio, concepito dunque non staticamente, genera le ipostasi senza che tuttavia queste divengano entità separate poiché rimangono in Lui. Si parla in proposito di consustanzialità: i tre livelli spirituali in cui Dio si articola sono fatti della stessa sostanza divina (a differenza della concezione subordinazionista che li vedeva in un'ottica degradante). Nel Cristianesimo queste tre realtà o ipostasi sono: Padre, Figlio, e Spirito Santo.
Nella Trinità cattolica, come in quella protestante, si distinguono in particolare due processioni: il Padre genera il Figlio, mentre dal Padre e dal Figlio procede lo Spirito Santo.
La prima è chiamata generazione, la seconda è detta spirazione.
Secondo il rito cristiano greco-ortodosso invece, di tradizione bizantina come le Chiese orientali o la Chiesa assira d'Oriente, lo Spirito Santo procede esclusivamente dal Padre, e non viene adoperata dunque la formula Filioque («e dal Figlio»), a differenza della Chiesa latina che l'ha aggiunta nel Credo:
(Dal Credo niceno-costantinopolitano)
Le due processioni sono immanenti a Dio che a sua volta è trascendente rispetto al creato. Il Verbo procede dal Padre per via di intelligenza (Logos significa anche "mente" o "ragione" del Padre); lo Spirito Santo procede dal Padre e dal Figlio per via di amore.
Giovanni 5,19 afferma che Dio Figlio opera nei cieli e sulla Terra le stesse cose che vede fare a Dio Padre.
Il Padre invece non ha alcuna processione, resta totalmente trascendente senza manifestarsi nella storia. Purtuttavia, al tempo di Gesù fu udita la Sua voce dalla folla (Marco 9,7), così come nel Primo e Secondo Tempio di Gerusalemme si manifestava la Sua presenza reale nel Sancta sanctorum. Anche Esodo 33,20 è riferito a Dio Padre il cui volto può essere visto solo nella vita dopo la morte

## La processione dal punto di vista dottrinario
La processione stabilisce dei particolari legami di relazione reciproca. La generazione del Figlio, Verbo di Dio, è essenzialmente un processo conoscitivo: nel proprio Figlio il Padre conosce se stesso. Lo Spirito Santo è invece relazione d'amore: è il dono che il Padre e il Figlio si scambiano vicendevolmente.

### Storia del concetto

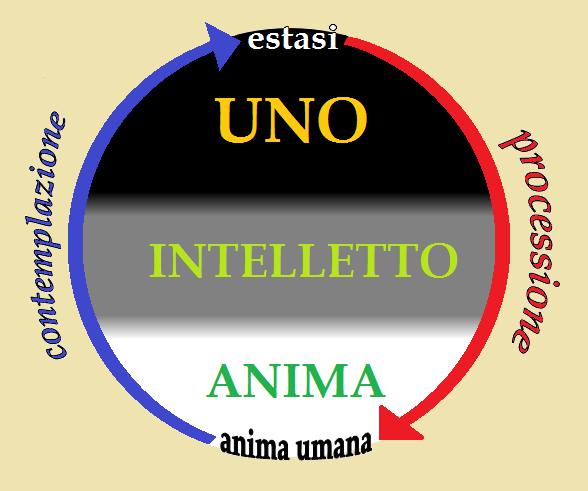
Il circolo nella filosofia di Plotino: dalla processione all'anima umana; dalla contemplazione all'estasi divina.

L'influsso della concezione trinitaria cristiana si ebbe già in un pensatore pagano: Plotino di Licopoli, il quale dall'Uno faceva derivare il nous o intelletto, che a sua volta generava l'anima.
Egli spiegava questo rapporto di «processione», o próodos, in maniera complementare a quello di «conversione» o epistrophé, che consiste viceversa nella contemplazione della realtà di provenienza, e quindi nella risalita. La stessa anima umana, situata nel punto più basso dell'emanazione dominato dalla materia, può decidere di sua libera iniziativa di invertire la necessità della dispersione, risalendo verso la contemplazione dell'intelligibile.
Oltre alla potenza espansiva discendente, e a quella contemplativa risalente, Proclo evidenziava come ogni ipostasi possieda anche quella di «manenza», per cui essa resta al contempo in se stessa. La processione neoplatonica non è da intendersi pertanto come creazione, perché non vi è sostanziale alterità fra i gradi inferiori e quelli superiori.
In Plotino e nel suo seguace Proclo, tuttavia, questa processione avveniva appunto in senso digradante.
Origene Adamantio e poi Gregorio Nazianzeno affermarono invece per la prima volta un rapporto paritario e non di subordinazione fra le tre ipostasi.
Agostino d'Ippona e Tommaso d'Aquino approfondirono ulteriormente la natura della processione divina, affermando che le tre Persone non possono essere tre sostanze diverse, altrimenti si avrebbero tre divinità. Essi insistettero sul concetto di relazione, quale ragione dell'articolarsi di un'unica natura divina in tre Persone distinte.
Agostino enfatizzò il fatto che la generazione del Verbo al di fuori del tempo rese la vita del Figlio coeterna a quella del Padre, e analogamente la processione dello Spirito Santo, avvenuta quando non esisteva il tempo, rese coeterne, uguali, incorporee, immutabili ed indivisibili tutte le persone della Santissima Trinità [Agostino, La Trinità, XV, 26, 47-48].